# ヤニス・バルファキス
ヤニス・バルファキス（ファロファキス、ギリシャ語: Γιάνης Βαρουφάκης, ラテン文字転写: Gianis Varoufakis、英語: Yanis Varoufakis、1961年3月24日 - ）は、ギリシャの経済学者、政治家である。正式名はイオアニス・ゲオルギウ・ヴァルファキス（ギリシア語: Ιωάννης Γεωργίου Βαρουφάκης）。現代ギリシア語の発音に従い、ヴァルファキスとも表記される。

## 経歴・人物

### 学歴
- 1981年 エセックス大学数学科（School of Mathematical Studies）卒業（専攻は数理経済学）
- 1982年 バーミンガム大学大学院修士課程修了（専攻は数理統計学）
- 1987年 エセックス大学大学院修了、Ph.D（経済学[1]、博士学位論文指導教員はモノジット・チャタルジー[6]）

### 研究歴
- 1985年 - 1987年 イースト・アングリア大学講師
- 1986年4月 - 1988年9月 ケンブリッジ大学研究員（応用経済学部）・大学講師（トリニティ・カレッジ）[2]
- 1988年9月 - 2002年9月 シドニー大学経済学部
1988年9月 - 1990年12月 テニュアトラック講師
1991年1月 - 2002年9月 テニュア講師
- 2002年9月 - アテネ大学
2002年9月 - 2006年9月 経済学部准教授
2006年9月 - 同教授
2013年1月 -  テキサス大学オースティン校公共政策大学院（Lyndon B. Johnson School of Public Affairs）客員教授[1]

### 学界や政界でのその他の経歴
2000年、アテネ大学に経済学博士課程を作り、その責任者を務めた。
2006年に、アメリカ合衆国の不動産を震源とする金融危機が発生し、それがウォール街を経てギリシャに及ぶだろうと予測した。この予想は、サブプライム住宅ローン危機として的中した。2008年の世界金融危機によってアメリカ合衆国による一極体制が潰えた事を受け、自身の公式ウェブサイトに「2008年以後の世界への思想」（原文：THOUGHTS FOR THE POST-2008 WORLD）という表題を付けている。
2010年頃から、ギリシャは支払い不能でありユーロ圏にいる間にデフォルトするべきだと主張し始めた。2011年12月、ギリシャを離れてバルブ・コーポレーションのコンサルタントを務めた。
2015年1月ギリシャ議会総選挙で当選、1月27日にアレクシス・ツィプラスを首班とする急進左派連合（SYRIZA）政権の財務大臣に就任した。しかし、7月5日に行われた緊縮財政政策への国民投票で反対票が賛成票を上回った結果を受けて、翌7月6日に辞任を表明した。
かつて全ギリシャ社会主義運動（PASOK）への助言を行っていたが、同党の課した緊縮財政策に反発、以来反緊縮を掲げる急進左派連合への支持を表明していた。一方で人脈的には市場原理主義者に近く、ギリシャの急進左派連合政権に送り込まれた「トロイの木馬」という見方も出ている。

## 著書

### 単著
- 『クソったれ資本主義が倒れたあとの、もう一つの世界』江口泰子訳、講談社、2021年（Another Now: Dispatches from an Alternative Present, Bodley Head, 2020 (ISBN 9784065219508)）
- 『父が娘に語る 美しく、深く、壮大で、とんでもなくわかりやすい経済の話。』 関美和訳、ダイヤモンド、2019年（Talking to My Daughter About the Economy. The Bodley Head Ltd, 2017 (ISBN 9781847924445)）

- 『黒い匣 (はこ) 密室の権力者たちが狂わせる世界の運命―元財相バルファキスが語る「ギリシャの春」鎮圧の深層』 朴勝俊、山崎一郎、加志村拓、青木嵩、長谷川羽衣子、松尾匡訳、明石書店、2019年（Adults in the Room: My Battle With Europe's Deep Establishment. London and New York: Random House, 2017 (ISBN 9781473547827) The Guardian ranked Adults in the Room #86 in its list of 100 Best Books of the 21st Century.[10]）

- 『わたしたちを救う経済学─破綻したからこそ見える世界の真実』中野 真紀子、小島 舞、村松 恭平訳、Pヴァイン、2019年（And the Weak Suffer What They Must? Europe's crisis, America's economic future. New York: Nation Books, 2016 (U.S. edition, ISBN 9781568585048); And The Weak Suffer What They Must?: Europe, Austerity and the Threat to Global Stability. London: The Bodley Head, 2016 (UK edition, ISBN 9781847924032)[11] ）
- 『世界牛魔人―グローバル・ミノタウロス：米国、欧州、そして世界経済のゆくえ』早川健治訳、那須里山舎、2021年（The Global Minotaur（英語版）. London and New York: Zed Books, 2011; 2nd ed, 2013; 3rd ed, 2015[12]）
- Europe after the Minotaur: Greece and the Future of the Global Economy. London and New York: Zed Books, 2015 (ISBN 9781783606085)
- Economic Indeterminacy: A personal encounter with the economists' most peculiar nemesis. London and New York: Routledge, 2013 (ISBN 0415668492)
- Foundations of Economics: A beginner's companion. London and New York: Routledge, 1998
- Rational Conflict. Oxford: Blackwell UK|Blackwell, 1991

### 共著
- Modern Political Economics: Making sense of the post-2008 world. London and New York: Routledge, 2011 with Joseph Halevi and ニコラス・テオカラキス（英語版）
- 『ゲーム理論―批判的入門』ショーン・ハーグリーブズ・ヒープ共著、荻沼隆訳、多賀出版、1998年（Game Theory: A critical introduction. London and New York: Routledge, 1995 (with Shaun Hargreaves-Heap), ISBN 978-0415094023. 2nd rev ed, 2004 (Game Theory: A critical text), ISBN 978-0415250955）

### 編著
- Game Theory: Critical Perspectives. Volumes 1–5, London and New York: Routledge, 2001
- Conflict in Economics. Hemel Hempstead: Harvester Wheatsheaf and New York: St Martin's Press, 1990 (with David P. T. Young)